# Kathy Jetnil-Kijiner
Kathy Jetnil-Kijiner es una poeta y activista del cambio climático de las Islas Marshall. 

## Trayectoria

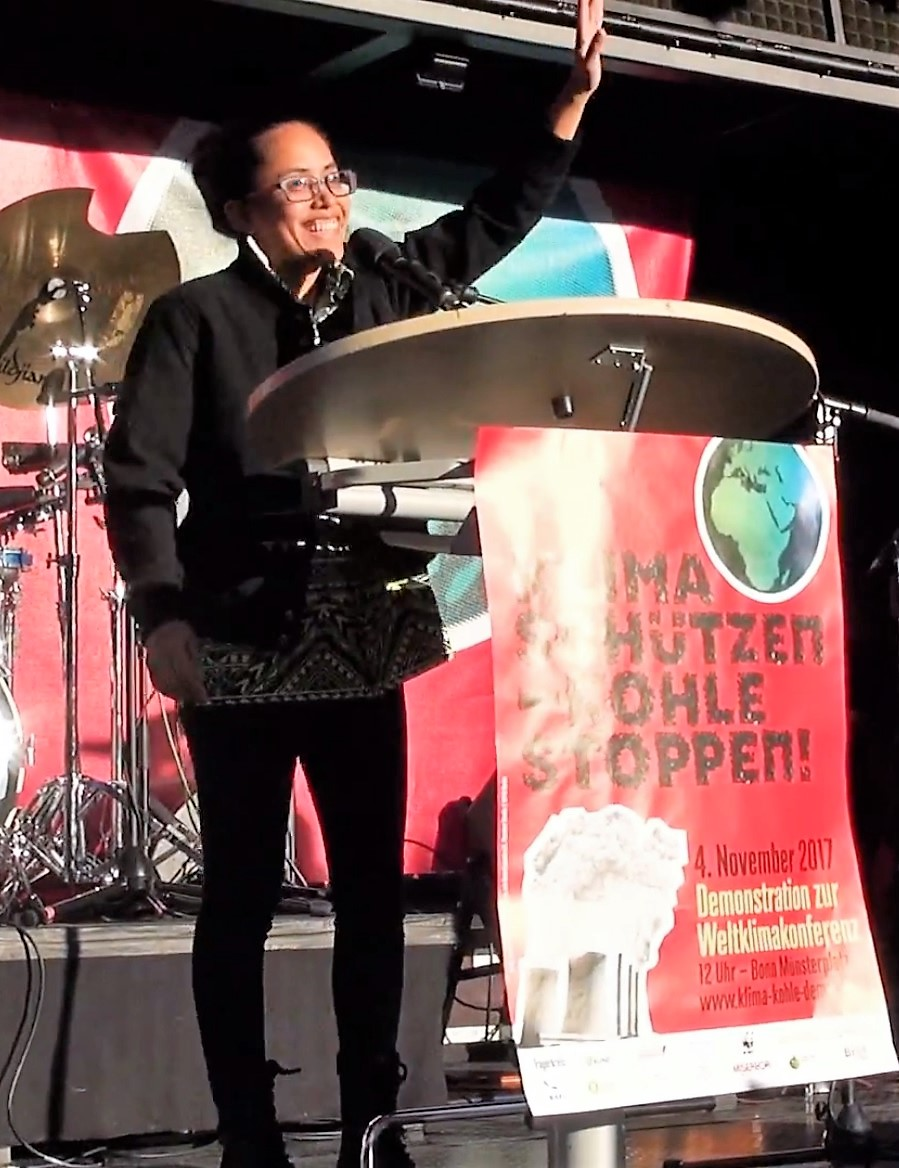
Jetnil-Kijiner en la Conferencia de las Naciones Unidas sobre el Cambio Climático de 2017 (COP23) en el campus de la ONU en Bonn (Alemania)

Jetnil-Kijiner nació en las Islas Marshall y se crio en Hawái. Asistió a Mills College en California y realizó una maestría en Estudios de las Islas del Pacífico de la Universidad de Hawaiʻi en Mānoa.
La poesía de Jetnil-Kijiner resalta cuestiones relacionadas con el medio ambiente y el cambio climático. También explora la injusticia social, incluido el colonialismo, la migración y el racismo.
En 2014, Jetnil-Kijiner fue elegida para dirigirse a la Cumbre del Clima de las Naciones Unidas. Realizó la pieza, 'Dear Matafele Peinem', en la ceremonia de apertura en Nueva York. En 2015 fue invitada a hablar en la COP21 en París.
Sus primeras colecciones de poesía, tituladas Iep Jāltok: Poems from a Marshallese Daughter, fueron publicadas en 2017 por la University of Arizona Press. Se considera el primer libro de poesía publicado escrito por alguien de las Islas Marshall.
Es cofundadora de la organización ambiental sin fines de lucro Jo-Jikum (Jodrikdrik en Jipan ene eo e Kutok Maroro) que tiene como objetivo apoyar a los jóvenes marshaleses a tomar medidas sobre el cambio climático y los problemas ambientales que afectan a las Islas Marshall.
En 2015 fue seleccionada por la revista Vogue como una de los 13 Guerreros del Clima y en 2017 fue nombrada Héroe de Impacto del Año por la Compañía de la Tierra. En 2012 representó a las Islas Marshall en el Festival de Poesía Parnassus en Londres.
En 2018, Jetnil-Kijiner colaboró con Aka Niviâna, una poeta activista del cambio climático de Groenlandia, para escribir un poema sobre sus historias sobre el cambio climático. El poema, "Rise: From One Island to Another", explica la destrucción de dos tierras natales opuestas y la realidad de la fusión de los casquetes de hielo y el aumento del nivel del mar. En una entrevista con la Revista Grist, Jetnil-Kijiner dijo que "cuando se encontró cara a cara con un cuerpo físico que amenaza con sumergir su patria ancestral, sintió reverencia, no enojo".
Jetnil-Kijiner enseña en el Colegio de las Islas Marshall y es instructora de la facultad de Estudios del Pacífico.